# ASC Corona 2010 Braszów (hokej na lodzie)
ASC Corona 2010 Braszów (rum. ASC Corona 2010 Brașov) – rumuński klub hokejowy z siedzibą w Braszowie.
Klub został założony w 2007 pod nazwą SCM Fenestela 68 Braszów. W 2008 zespół przystąpił do narodowych rumuńskich rozgrywek Liga Națională, a w 2009 do międzypaństwowej MOL Liga, w 2017 przemianowany na Erste Liga. W 2010 klub został przemianowany na ASC Corona 2010 Braszów i od tego czasu prowadzony jako sekcja sportowa klubu ASC Corona 2010 Braszów.
Zespół występuje w rozgrywkach z przydomkiem Wolves.
Trenerem klubu od 2013 do 2014 był Fin Kari Rauhanen.

## Sukcesy
- Brązowy medal mistrzostw Rumunii: 2009, 2016, 2022
- Srebrny medal mistrzostw Rumunii: 2011, 2012, 2013, 2018
- Złoty medal mistrzostw Rumunii: 2014, 2017, 2019[2], 2021[3][4]
- Puchar Rumunii: 2013, 2015
- Finał Pucharu Rumunii: 2008, 2010, 2011
- Srebrny medal MOL Liga / Erste Liga: 2014, 2021